# 18236 Бернардбьорке
18236 Бернардбьорке (18236 Bernardburke) — астероїд головного поясу.
Тіссеранів параметр щодо Юпітера — 3,516.